# Lithoeciscus carpathicus
Lithoeciscus carpathicus là một loài ruồi trong họ Asilidae. Lithoeciscus carpathicus được Bezzi miêu tả năm 1927.